# تورستن غوتشي
تورستن غوتشي (Torsten Gutsche) هو لاعب أولمبي لرياضة كانو-كاياك من ألمانيا. شارك في الأولمبياد الصيفي في 1992–1996، وفاز بما مجموعه 4 ميداليات.

## الميداليات
| ذهب | فضة | برونز | المجموع |
| 3   | 1   | 0     | 4       |

## روابط خارجية
- تورستن غوتشي على موقع اللجنة الأولمبية الدولية (الإنجليزية)
- تورستن غوتشي على موقع أوليمبيديا (الإنجليزية)